# Neorhinotora aristalis
Neorhinotora aristalis är en tvåvingeart som först beskrevs av Fischer 1932.  Neorhinotora aristalis ingår i släktet Neorhinotora och familjen myllflugor. Inga underarter finns listade i Catalogue of Life.